# Bruno Vincenzi
Bruno Umberto Vincenzi (Quistello, 19 agosto 1923 – 15 settembre 1995) è stato un politico italiano.

## Biografia
Segretario provinciale a Mantova della Democrazia Cristiana dal 1966, è poi stato deputato per la DC per un totale di quattro legislature consecutive, dal 1972 al 1987.